# Elephant (2003)
Elephant (bra: Elefante; prt: Elephant) é um filme americano de 2003, do gênero drama, escrito e realizado por Gus Van Sant, inspirados no massacre de Columbine.
No Festival de Cinema de Cannes do mesmo ano, Van Sant ganhou o prémio de Melhor Realizador e o filme foi o vencedor da Palma de Ouro.